# أوتو فون شتولناجل
أوتو فون شتولناجل (16 يونيو 1878 - 6 فبراير 1948) قائدًا عسكريًا ألمانيًا لفرنسا المحتلة خلال الحرب العالمية الثانية. اعتقل من قبل سلطات الحلفاء بعد الحرب، وانتحر في السجن في عام 1948.

## مهنة
ولد أوتو فون شتولناجل في 16 يونيو 1878 في برلين. وكان عضوا في عائلة شتولناجل. تابع مهنة عسكرية في تمشيا مع تقليد عائلته الطويل في الخدمة العسكرية. بتكليف في عام 1898 وقبلت كعضو في هيئة الأركان العامة للإمبراطورية، حصل على العديد من الأوسمة للخدمة المتميزة على الجبهة الغربية خلال الحرب العالمية الأولى. تم ترشيحه لوسام الاستحقاق، حيث نجا من تخفيضات الموظفين بموجب معاهدة فرساي.
قبل أيام من الغزو الألماني لبولندا، استدعى هتلر شتولناجل للخدمة النشطة ووضعه مسؤولًا عن منطقة عسكرية في النمسا (Wehrkreise XVII)، وشغل هذا المنصب الأخير لمدة أربعة عشر شهرًا.

### القائد العسكري في فرنسا
في 25 أكتوبر 1940، نقلت القيادة العليا للجيش الألماني شتولناجل إلى فرنسا ووضعته مسؤولاً عن حكومة عسكرية.

### السجن والموت
تم اعتقاله من قبل سلطات الحلفاء بعد استسلام ألمانيا ، وتم نقل ستولناجل إلى سجن عسكري فرنسي. بتهمة ارتكاب جرائم حرب من قبل السلطات الفرنسية، انتحر في سجن Cherche-Midi في 6 فبراير 1948. تم دفنه في مقبرة الحرب Champigny-Saint-André الألمانية.